# Sabalos
Sabalos é uma comuna francesa na região administrativa de Occitânia, no departamento dos Altos Pirenéus. Estende-se por uma área de 2,2 km². Em 2010 a comuna tinha 147 habitantes (densidade: 66,8 hab./km²).